# Mihail Lascăr
Mihail Lascăr (ur. 8 listopada 1889 w Târgu Jiu, zm. 24 lipca 1959 w Bukareszcie) – generał armii rumuńskiej, minister obrony w latach 1946–1947.

## Życiorys
W 1910 ukończył oficerską szkołę piechoty i otrzymał awans na porucznika 2 klasy. Walczył w II wojnie bałkańskiej i w I wojnie światowej, uzyskując awans na stopień majora. W 1934 awansowany do stopnia pułkownika, a w 1939 do stopnia generała brygady.
10 stycznia 1941 otrzymał stanowisko dowódcy elitarnej jednostki armii rumuńskiej – 1 Brygady Górskiej, wchodzącej w skład 3 Armii. 22 czerwca 1941 podległe mu oddziały wkroczyły do Północnej Bukowiny, biorąc czynny udział w Operacji Barbarossa. Wraz ze swoją jednostką przekroczył Dniestr i Dniepr, walczył nad Morzem Azowskim i na Krymie. W marcu 1942 przeniesiony do 6 dywizji piechoty, wchodzącej w skład 3 Armii, wraz z którą wziął udział w bitwie pod Stalingradem. W czasie walk dowodził przez pięć dni okrążonymi jednostkami rumuńskimi (tzw. Grupa Lascara). Po wyczerpaniu zapasów amunicji 22 listopada 1942 żołnierze rumuńscy złożyli broń, a Lascăr trafił do niewoli sowieckiej. Przebywał w obozach jenieckich w Suzdalu i w Iwanowie.
Od kwietniu 1945 służył w armii rumuńskiej działającej u boku Armii Czerwonej, dowodząc kolejno Dywizją Horia, Cloșca și Crișan, a następnie 4 Armią. Po sfałszowanych wyborach 19 listopada 1946, które przyniosły zwycięstwo komunistom Lascăr otrzymał stanowisko ministra obrony. Kierował resortem do 27 grudnia 1947, kiedy zastąpił go Emil Bodnăraș. Lascăr pełnił funkcję inspektora generalnego armii rumuńskiej do stycznia 1950, kiedy przeszedł w stan spoczynku.
7 czerwca 1947 w czasie, kiedy pełnił funkcję ministra obrony podpisał rozporządzenie o powołaniu do życia wojskowego klubu Asociația Sportivă a Armatei București (dzisiejsza FC Steaua Bukareszt).
Za swoją służbę został odznaczony Orderem Michała Walecznego 3 klasy (1941), Orderem Michała Walecznego 2 klasy (1942), Krzyżem Żelaznym 1 kl. i Krzyżem Rycerskim.